# Angela Rull
Angela Rull (¿Valencia?, segunda mitad del siglo XVI - Valencia, ¿1613?), viuda del impresor Jerónimo Cortés.
Participó en la venta de las obras del taller, quedando constancia de ello en un ejemplar fechado en 1605  del Libro y tratado de los animales terrestres y volatiles con la historia y propiedad dellos, que se conserva en la Biblioteca Valenciana Nicolau Primitiu y en el que Ángela Rull figura ya como viuda de Jerónimo Cortés. Además, muchas de las obras impresas por Joan Crisostom Garriz se vendían en casa de Angela Rull, junto al Estudio General.